# Omphalogramma tibeticum
Omphalogramma tibeticum är en viveväxtart som beskrevs av Harold Roy Fletcher. Omphalogramma tibeticum ingår i släktet Omphalogramma och familjen viveväxter. Inga underarter finns listade i Catalogue of Life.